# Cyrnus sagittarius
Cyrnus sagittarius är en nattsländeart som beskrevs av Navás 1916. Cyrnus sagittarius ingår i släktet Cyrnus och familjen fångstnätnattsländor. Inga underarter finns listade i Catalogue of Life.